# Anivaldo Antônio dos Santos
Anivaldo Antônio dos Santos Coelho (Congonhas, 5 de setembro de 1957) é um político brasileiro do estado de Minas Gerais.
Nas eleições de 1994, Anivaldo Coelho foi eleito para um mandato de deputado estadual pelo PT, para a 13ª Legislatura na Assembleia de Minas, com 11.622 votos. Na eleição seguinte, em 1998, embora tenha conseguido aumentar seu eleitorado para 15.346 eleitores, ficou como suplente de deputado estadual.
Anivaldo Coelho candidatou-se ao cargo de vereador do município de Congonhas, ainda pelo Partido dos Trabalhadores, nas eleições municipais de 2000, sendo eleito com 568 votos. Na eleição municipal subsequente, com candidatura pelo PPS ficou como suplente na Câmara Municipal de Congonhas, mesmo tendo aumentado sua votação para 631 votos. Em 2008, candidata-se novamente ao mesmo cargo, novamente pelo PPS, e é eleito com 774 votos. Nas eleições municipais de 2012, Anivaldo Coelho conquista apenas 488 eleitores e fica como suplente, pelo PPS, na Câmara dos Vereadores de Congonhas. Em 2020, voltou a disputar uma cadeira no Legislativo Municipal, pelo Podemos, atingindo apenas 275 votos.